# Piłka ręczna na Letnich Igrzyskach Olimpijskich 2016 – światowe turnieje kwalifikacyjne
Światowe turnieje kwalifikacyjne do olimpijskiego turnieju piłki ręcznej 2016 miały na celu wyłonienie męskich i żeńskich reprezentacji narodowych w piłce ręcznej, które wystąpią w tym turnieju. Były one ostatnią fazą eliminacji dla zespołów, które do tej pory nie uzyskały kwalifikacji i zostały zorganizowane w marcu i kwietniu 2016 roku.
Zarówno w zawodach kobiet, jak i mężczyzn, weźmie udział dwanaście zespołów, które uzyskają prawo występu w nich dzięki zajęciu wysokiego miejsca w mistrzostwach świata lub odpowiednim kontynentalnym turnieju kwalifikacyjnym. Rozstawiona została czołowa szóstka mistrzostw świata, która do tej pory nie uzyskała awansu na igrzyska, a dołączy do nich sześć drużyn wyznaczonych ze względu na kryterium geograficzne. Uprawione do tych miejsc będą najwyżej uplasowane zespoły z kontynentalnych kwalifikacji, które do tej pory nie awansowały, ani do igrzysk, ani do światowego turnieju kwalifikacyjnego – uszeregowane według siły kontynentu mierzonej kolejnością najlepszych ich zespołów podczas rozegranych w 2015 roku mistrzostw świata. Zawody zostaną przeprowadzone systemem kołowym w ramach trzech czterozespołowych grup, a awans na Igrzyska Olimpijskie 2016 uzyskają po dwie czołowe reprezentacje z każdej z grup. Potwierdzenie dat światowych turniejów kwalifikacyjnych nastąpiło w grudniu 2015 roku, a pełna obsada była znana po żeńskich MŚ 2015 i męskich ME 2016.
Spośród dwunastu zespołów, które uzyskały awans na igrzyska w Rio, jedenaście stanowiły europejskie reprezentacje.

## Mężczyźni
| Turniej I | Turniej II | Turniej III |
| --- | --- | --- |
| - 3. miejsce MŚ 2015: Polska - 9. miejsce MŚ 2015: Macedonia Północna - 3. miejsce IP 2015: Chile - 2. miejsce MAf 2016: Tunezja | - 4. miejsce MŚ 2015: Hiszpania - 8. miejsce MŚ 2015: Słowenia - 2. miejsce turnieju azjatyckiego 2015: Iran - 8. miejsce ME 2016: Szwecja | - 5. miejsce MŚ 2015: Dania - 6. miejsce MŚ 2015: Chorwacja - 4. miejsce ME 2016: Norwegia - 3. miejsce turnieju azjatyckiego 2015: Bahrajn |

### Turniej I
| 8 kwietnia 201618:30 | Chile | 29:35(12:17) | Tunezja | Ergo Arena, Gdańsk/Sopot Widzów: 2 000 Sędzia: Majid Kolahdouzan, Alireza Mousaviyan |
| 8 kwietnia 201618:30 |       | 29:35(12:17) |         | Ergo Arena, Gdańsk/Sopot Widzów: 2 000 Sędzia: Majid Kolahdouzan, Alireza Mousaviyan |

| 8 kwietnia 201620:30 | Polska | 25:20(13:9) | Macedonia Północna | Ergo Arena, Gdańsk/Sopot Widzów: 10 000 Sędzia: Jonas Eliasson, Anton Gylfi Palsson |
| 8 kwietnia 201620:30 |        | 25:20(13:9) |                    | Ergo Arena, Gdańsk/Sopot Widzów: 10 000 Sędzia: Jonas Eliasson, Anton Gylfi Palsson |

| 9 kwietnia 201618:30 | Macedonia Północna | 26:32(10:17) | Tunezja | Ergo Arena, Gdańsk/Sopot Widzów: 4 500 Sędzia: Mads Hansen, Martin Gjeding |
| 9 kwietnia 201618:30 |                    | 26:32(10:17) |         | Ergo Arena, Gdańsk/Sopot Widzów: 4 500 Sędzia: Mads Hansen, Martin Gjeding |

| 9 kwietnia 201620:30 | Polska | 35:27(19:13) | Chile | Ergo Arena, Gdańsk/Sopot Widzów: 9 500 Sędzia: Anton Gylfi Palsson, Jonas Eliasson |
| 9 kwietnia 201620:30 |        | 35:27(19:13) |       | Ergo Arena, Gdańsk/Sopot Widzów: 9 500 Sędzia: Anton Gylfi Palsson, Jonas Eliasson |

| 10 kwietnia 201618:00 | Macedonia Północna | 30:27(17:14) | Chile | Ergo Arena, Gdańsk/Sopot Widzów: 2 500 Sędzia: Mads Hansen, Martin Gjeding |
| 10 kwietnia 201618:00 |                    | 30:27(17:14) |       | Ergo Arena, Gdańsk/Sopot Widzów: 2 500 Sędzia: Mads Hansen, Martin Gjeding |

| 10 kwietnia 201620:00 | Tunezja | 24:28(13:15) | Polska | Ergo Arena, Gdańsk/Sopot Widzów: 6 500 Sędzia: Majid Kolahdouzan, Alireza Mousaviyan |
| 10 kwietnia 201620:00 |         | 24:28(13:15) |        | Ergo Arena, Gdańsk/Sopot Widzów: 6 500 Sędzia: Majid Kolahdouzan, Alireza Mousaviyan |

### Turniej II
| 8 kwietnia 201617:00 | Hiszpania | 21:24(16:12) | Słowenia | Malmö Arena, Malmö Widzów: 2 264 Sędzia: Václav Horáček, Jiří Novotný |
| 8 kwietnia 201617:00 |           | 21:24(16:12) |          | Malmö Arena, Malmö Widzów: 2 264 Sędzia: Václav Horáček, Jiří Novotný |

| 8 kwietnia 201619:15 | Iran | 19:34(9:16) | Szwecja | Malmö Arena, Malmö Widzów: 4 328 Sędzia: Ǵorgi Naczewski, Sławe Nikołow |
| 8 kwietnia 201619:15 |      | 19:34(9:16) |         | Malmö Arena, Malmö Widzów: 4 328 Sędzia: Ǵorgi Naczewski, Sławe Nikołow |

| 9 kwietnia 201616:15 | Hiszpania | 37:23(18:12) | Iran | Malmö Arena, Malmö Widzów: 4 288 Sędzia: Nilson Aires Menezes, Rogerio Pinto |
| 9 kwietnia 201616:15 |           | 37:23(18:12) |      | Malmö Arena, Malmö Widzów: 4 288 Sędzia: Nilson Aires Menezes, Rogerio Pinto |

| 9 kwietnia 201618:30 | Słowenia | 23:24(9:12) | Szwecja | Malmö Arena, Malmö Widzów: 8 653 Sędzia: Václav Horáček, Jiří Novotný |
| 9 kwietnia 201618:30 |          | 23:24(9:12) |         | Malmö Arena, Malmö Widzów: 8 653 Sędzia: Václav Horáček, Jiří Novotný |

| 10 kwietnia 201616:30 | Szwecja | 23:25(11:12) | Hiszpania | Malmö Arena, Malmö Widzów: 8 253 Sędzia: Ǵorgi Naczewski, Sławe Nikołow |
| 10 kwietnia 201616:30 |         | 23:25(11:12) |           | Malmö Arena, Malmö Widzów: 8 253 Sędzia: Ǵorgi Naczewski, Sławe Nikołow |

| 10 kwietnia 201618:45 | Słowenia | 33:17(17:8) | Iran | Malmö Arena, Malmö Widzów: 655 Sędzia: Nilson Aires Menezes, Rogerio Pinto |
| 10 kwietnia 201618:45 |          | 33:17(17:8) |      | Malmö Arena, Malmö Widzów: 655 Sędzia: Nilson Aires Menezes, Rogerio Pinto |

### Turniej III
| 8 kwietnia 201618:00 | Norwegia | 35:29(16:15) | Bahrajn | Jyske Bank Boxen, Herning Widzów: 8 700 Sędzia: Mohamed Rashed, Tamer El-Sayed |
| 8 kwietnia 201618:00 |          | 35:29(16:15) |         | Jyske Bank Boxen, Herning Widzów: 8 700 Sędzia: Mohamed Rashed, Tamer El-Sayed |

| 8 kwietnia 201620:30 | Dania | 28:24(11:9) | Chorwacja | Jyske Bank Boxen, Herning Widzów: 12 000 Sędzia: Óscar Raluy Lopez, Ángel Luis Sabroso |
| 8 kwietnia 201620:30 |       | 28:24(11:9) |           | Jyske Bank Boxen, Herning Widzów: 12 000 Sędzia: Óscar Raluy Lopez, Ángel Luis Sabroso |

| 9 kwietnia 201618:00 | Chorwacja | 33:22(14:14) | Bahrajn | Jyske Bank Boxen, Herning Widzów: 4 000 Sędzia: Mohamed Rashed, Tamer El-Sayed |
| 9 kwietnia 201618:00 |           | 33:22(14:14) |         | Jyske Bank Boxen, Herning Widzów: 4 000 Sędzia: Mohamed Rashed, Tamer El-Sayed |

| 9 kwietnia 201620:30 | Dania | 25:25(12:13) | Norwegia | Jyske Bank Boxen, Herning Widzów: 12 000 Sędzia: Romeo Ștefan, Bogdan Stark |
| 9 kwietnia 201620:30 |       | 25:25(12:13) |          | Jyske Bank Boxen, Herning Widzów: 12 000 Sędzia: Romeo Ștefan, Bogdan Stark |

| 10 kwietnia 201618:00 | Chorwacja | 27:21(14:7) | Norwegia | Jyske Bank Boxen, Herning Widzów: 4 000 Sędzia: Óscar Raluy Lopez, Ángel Luis Sabroso |
| 10 kwietnia 201618:00 |           | 27:21(14:7) |          | Jyske Bank Boxen, Herning Widzów: 4 000 Sędzia: Óscar Raluy Lopez, Ángel Luis Sabroso |

| 10 kwietnia 201620:30 | Bahrajn | 24:26(12:12) | Dania | Jyske Bank Boxen, Herning Widzów: 5 500 Sędzia: Romeo Ștefan, Bogdan Stark |
| 10 kwietnia 201620:30 |         | 24:26(12:12) |       | Jyske Bank Boxen, Herning Widzów: 5 500 Sędzia: Romeo Ștefan, Bogdan Stark |

## Kobiety
| Turniej I | Turniej II | Turniej III |
| --- | --- | --- |
| - 2. miejsce MŚ 2015: Holandia - 7. miejsce MŚ 2015: Francja - 2. miejsce turnieju azjatyckiego 2015: Japonia - 2. miejsce turnieju afrykańskiego 2015: Tunezja | - 3. miejsce MŚ 2015: Rumunia - 6. miejsce MŚ 2015: Dania - 2. miejsce IP 2015: Urugwaj - 4. miejsce ME 2014: Czarnogóra | - 4. miejsce MŚ 2015: Polska - 5. miejsce MŚ 2015: Rosja - 3. miejsce ME 2014: Szwecja - 3. miejsce IP 2015: Meksyk |

### Turniej I
| 18 marca 201616:45 | Japonia | 37:20(19:8) | Tunezja | Palais omnisports Les Arènes, Metz Widzów: 4 000 Sędzia: Mindaugas Gatelis, Vaidas Mazeika |
| 18 marca 201616:45 |         | 37:20(19:8) |         | Palais omnisports Les Arènes, Metz Widzów: 4 000 Sędzia: Mindaugas Gatelis, Vaidas Mazeika |

| 18 marca 201619:00 | Holandia | 24:17(9:7) | Francja | Palais omnisports Les Arènes, Metz Widzów: 5 000 Sędzia: Kjersti Arntsen, Guro Roen |
| 18 marca 201619:00 |          | 24:17(9:7) |         | Palais omnisports Les Arènes, Metz Widzów: 5 000 Sędzia: Kjersti Arntsen, Guro Roen |

| 19 marca 201616:45 | Japonia | 25:33(16:15) | Holandia | Palais omnisports Les Arènes, Metz Widzów: 4 000 Sędzia: Ǵorgi Naczewski, Sławe Nikołow |
| 19 marca 201616:45 |         | 25:33(16:15) |          | Palais omnisports Les Arènes, Metz Widzów: 4 000 Sędzia: Ǵorgi Naczewski, Sławe Nikołow |

| 19 marca 201619:00 | Francja | 33:15(20:6) | Tunezja | Palais omnisports Les Arènes, Metz Widzów: 4 000 Sędzia: Mindaugas Gatelis, Vaidas Mazeika |
| 19 marca 201619:00 |         | 33:15(20:6) |         | Palais omnisports Les Arènes, Metz Widzów: 4 000 Sędzia: Mindaugas Gatelis, Vaidas Mazeika |

| 20 marca 201617:45 | Holandia | 46:20(27:10) | Tunezja | Palais omnisports Les Arènes, Metz Widzów: 2 800 Sędzia: Kjersti Arntsen, Guro Roen |
| 20 marca 201617:45 |          | 46:20(27:10) |         | Palais omnisports Les Arènes, Metz Widzów: 2 800 Sędzia: Kjersti Arntsen, Guro Roen |

| 20 marca 201619:30 | Francja | 25:17(11:7) | Japonia | Palais omnisports Les Arènes, Metz Widzów: 4 000 Sędzia: Ǵorgi Naczewski, Sławe Nikołow |
| 20 marca 201619:30 |         | 25:17(11:7) |         | Palais omnisports Les Arènes, Metz Widzów: 4 000 Sędzia: Ǵorgi Naczewski, Sławe Nikołow |

### Turniej II
| 18 marca 201616:45 | Urugwaj | 19:34(10:15) | Czarnogóra | Gigantium, Aalborg Widzów: 1 100 Sędzia: Viktoria Alpaidze, Tatiana Berezkina |
| 18 marca 201616:45 |         | 19:34(10:15) |            | Gigantium, Aalborg Widzów: 1 100 Sędzia: Viktoria Alpaidze, Tatiana Berezkina |

| 18 marca 201619:00 | Rumunia | 32:25(19:13) | Dania | Gigantium, Aalborg Widzów: 3 100 Sędzia: Lars Geipel, Marcus Helbig |
| 18 marca 201619:00 |         | 32:25(19:13) |       | Gigantium, Aalborg Widzów: 3 100 Sędzia: Lars Geipel, Marcus Helbig |

| 19 marca 201617:45 | Urugwaj | 19:36(10:17) | Rumunia | Gigantium, Aalborg Widzów: 1 400 Sędzia: Viktoria Alpaidze, Tatiana Berezkina |
| 19 marca 201617:45 |         | 19:36(10:17) |         | Gigantium, Aalborg Widzów: 1 400 Sędzia: Viktoria Alpaidze, Tatiana Berezkina |

| 19 marca 201620:00 | Dania | 22:26(10:13) | Czarnogóra | Gigantium, Aalborg Widzów: 3 200 Sędzia: Václav Horáček, Jiří Novotný |
| 19 marca 201620:00 |       | 22:26(10:13) |            | Gigantium, Aalborg Widzów: 3 200 Sędzia: Václav Horáček, Jiří Novotný |

| 20 marca 201617:45 | Rumunia | 23:23(15:11) | Czarnogóra | Gigantium, Aalborg Widzów: 1 200 Sędzia: Václav Horáček, Jiří Novotný |
| 20 marca 201617:45 |         | 23:23(15:11) |            | Gigantium, Aalborg Widzów: 1 200 Sędzia: Václav Horáček, Jiří Novotný |

| 20 marca 201620:00 | Dania | 38:17(19:7) | Urugwaj | Gigantium, Aalborg Widzów: 1 500 Sędzia: Lars Geipel, Marcus Helbig |
| 20 marca 201620:00 |       | 38:17(19:7) |         | Gigantium, Aalborg Widzów: 1 500 Sędzia: Lars Geipel, Marcus Helbig |

### Turniej III
| 18 marca 201617:30 | Polska | 25:27(11:11) | Rosja | Sportkompleks Zwiezdnyj, Astrachań Widzów: 6 000 Sędzia: Koo Bon-ok, Lee Seok |
| 18 marca 201617:30 |        | 25:27(11:11) |       | Sportkompleks Zwiezdnyj, Astrachań Widzów: 6 000 Sędzia: Koo Bon-ok, Lee Seok |

| 18 marca 201620:00 | Szwecja | 41:20(21:9) | Meksyk | Sportkompleks Zwiezdnyj, Astrachań Widzów: 1 000 Sędzia: Bojan Lah, David Sok |
| 18 marca 201620:00 |         | 41:20(21:9) |        | Sportkompleks Zwiezdnyj, Astrachań Widzów: 1 000 Sędzia: Bojan Lah, David Sok |

| 19 marca 201616:00 | Polska | 24:30(12:16) | Szwecja | Sportkompleks Zwiezdnyj, Astrachań Widzów: 3 700 Sędzia: Charlotte Bonaventura, Julie Bonaventura |
| 19 marca 201616:00 |        | 24:30(12:16) |         | Sportkompleks Zwiezdnyj, Astrachań Widzów: 3 700 Sędzia: Charlotte Bonaventura, Julie Bonaventura |

| 19 marca 201618:30 | Rosja | 37:17(17:11) | Meksyk | Sportkompleks Zwiezdnyj, Astrachań Widzów: 6 000 Sędzia: Koo Bon-ok, Lee Seok |
| 19 marca 201618:30 |       | 37:17(17:11) |        | Sportkompleks Zwiezdnyj, Astrachań Widzów: 6 000 Sędzia: Koo Bon-ok, Lee Seok |

| 20 marca 201618:00 | Rosja | 37:29(15:10) | Szwecja | Sportkompleks Zwiezdnyj, Astrachań Widzów: 6 000 Sędzia: Koo Bon-ok, Lee Seok |
| 20 marca 201618:00 |       | 37:29(15:10) |         | Sportkompleks Zwiezdnyj, Astrachań Widzów: 6 000 Sędzia: Koo Bon-ok, Lee Seok |

| 20 marca 201620:30 | Polska | 36:14(18:5) | Meksyk | Sportkompleks Zwiezdnyj, Astrachań Widzów: 1 500 Sędzia: Charlotte Bonaventura, Julie Bonaventura |
| 20 marca 201620:30 |        | 36:14(18:5) |        | Sportkompleks Zwiezdnyj, Astrachań Widzów: 1 500 Sędzia: Charlotte Bonaventura, Julie Bonaventura |